# Sistema di prevenzione delle intrusioni
In informatica un sistema di prevenzione delle intrusioni o intrusion prevention system (IPS) sono dei componenti software attivi sviluppati per incrementare la sicurezza informatica di un sistema informatico, individuando, registrando le informazioni relative e tentando di segnalare e bloccare le attività dannose. Rappresentano un'estensione dei sistemi di rilevamento delle intrusioni (intrusion detection system, IDS) perché entrambi controllano il traffico e le attività di sistema per identificare l'esecuzione di codice non previsto, ma a differenza di quest'ultimi, gli IPS sono posizionati inline e sono abilitati a prevenire e bloccare le intrusioni identificate. Più specificamente, IPS può eseguire alcune azioni come mandare un allarme, eliminare pacchetti malevoli, resettare le connessioni e/o bloccare il traffico da un indirizzo IP attaccante. IPS può anche correggere gli errori CRC (cyclic redundancy check), deframmentare pacchetti, evitare problemi di sequenza TCP e ripulire i livelli di trasporto e rete da opzioni indesiderate.

## Storia
L'Intrusion prevention system venne inventato da One Secure, in seguito acquistato da NetScreen Technologies che venne a sua volta acquisita da Juniper Networks nel 2004.

## Descrizione
I sistemi di prevenzione delle intrusioni sono basati su una lista di controllo degli accessi simile a quella utilizzata da un firewall, con la differenza che quest'ultimo lavora a livello di trasporto e di rete su porte e indirizzi IP mentre questa tecnologia lavora a livello applicativo su programmi/servizi e utenti.
L'intrusion prevention system evita dunque l'attivazione di programmi potenzialmente malevoli.

### Classificazione
Possono essere classificati in 4 tipologie:
1. Network-based intrusion prevention system (NIPS): controlla l'intera rete per il traffico sospetto, analizzando l'attività del protocollo.
2. Wireless intrusion prevention systems (WIPS): monitora una rete wireless analizzando i protocolli di rete.
3. Network behavior analysis (NBA): esamina il traffico di rete per identificare le minacce che generano flussi di traffico inusuali, alcune forme di malware e violazioni delle politiche.
4. Host-based intrusion prevention system (HIPS): viene installato un pacchetto software che controlla un singolo host per attività sospette, analizzando gli eventi che si verificano all'interno di quella ospite.

### Metodi di rilevazione
La maggior parte dei sistemi IPS utilizza uno dei tre metodi di rilevamento:
1. Signature-Based Detection: controlla i pacchetti nella rete e si confronta con schemi di attacco pre-configurati e pre-determinati conosciuti come firme.
2. Statistical anomaly-based detection: determina la normale attività di rete, come che tipo di larghezza di banda viene generalmente utilizzata, quali protocolli vengono utilizzati, quali porte e periferiche son collegate, avvisando l'amministratore o l'utente quando viene rilevata una anomalia.
3. Stateful Protocol Analysis Detection: questo metodo identifica le deviazioni degli stati di protocollo confrontando eventi osservati con "profili predeterminati di attività normali.”[3]